# Philip Tilden
Philip Tilden (31 maggio 1887 – 25 febbraio 1956) è stato un architetto inglese attivo all'inizio del XX secolo, lavorando per alcuni dei membri più importanti della società inglese, tra cui Winston Churchill, David Lloyd George, Lord Beaverbrook, Sir Philip Sassoon, Lady Ottoline Morrell e Gordon Selfridge.

## Biografia
Tilden nacque il 31 maggio 1887, figlio di William Augustus Tilden, un importante chimico che scoprì la gomma sintetica. Formatosi a Bedales e Rugby, Tilden si unì all'Architectural Association nel 1905, prima di diventare nel 1908 un allievo junior di Thomas Edward Collcutt con il quale in seguito divenne socio. Nel 1917 crea il proprio studio e lavorò quasi esclusivamente per vent'anni per una ristretta cerchia di clienti facoltosi e interconnessi per i quali progetta o ricostruisce case di campagna, giardini, cappelle e chiese, castelli. e una grande torre che doveva sorgere sopra i grandi magazzini Gordon Selfridge a Oxford Street, Londra.
Le sue opere più note, a parte il progetto incompiuto della Selfridges Tower, erano tutte destinate ai politici: dal 1918 al 1923 progettò il cortile moresco, paragonato da Honor Channon a un "bordello spagnolo", nonché i giardini e le piscine a Port Lympne per il segretario di Lloyd George, Philip Sassoon. Avrebbe potuto lavorare anche per Sassoon a Trent Park. Più tardi, negli anni '20, ricostruì completamente il maniero di Chartwell per Winston Churchill, e nello stesso periodo costruì Bron-y-de, a Churt, nel Surrey, una casa di campagna per David Lloyd George.
Alla fine degli anni '20, la carriera di Tilden aveva raggiunto l'apice: sull'orlo della bancarotta a seguito di sviluppi speculativi falliti, combinata con la depressione, che Bettley attribuisce al tentativo di Tilden di conciliare la sua omosessualità con il suo matrimonio. insieme ad Amalia Broden, scrittrice svedese, lo portano a lasciare completamente Londra e trasferirsi nel Devon. L'ultima parte della sua carriera è stata trascorsa principalmente nel West Country, dove ha intrapreso il restauro di diverse case di campagna, per lo più piccole, che servono una varietà di clienti meno importanti. Gli esempi includono la ricostruzione di Antony House in Cornovaglia e Sydenham House nel Devon.
Molti edifici di Tilden ora godono dello stato di edificio classificato, anche se a volte ciò è dovuto alla fama dei loro proprietari, o al lavoro precedente di Tilden, piuttosto che ai suoi sforzi: ad esempio, Port Lympne Mansion, grado II * elencato il 29 dicembre 1966; Chartwell, grado I elencato il 16 gennaio 1975 e Antony House, grado I elencato il 21 luglio 1951.
Nel 1954, Tilden pubblicò la sua autobiografia, True Remembrances: Memoirs of an Architect. Bettley la considerava molto inaffidabile. Philip Tilden morì il 25 febbraio 1956 a Shute, nel Devon. Nel suo necrologio sul The Times, è stato descritto come "un architetto dotato nel restauro di vecchi edifici, ma con un gusto un po 'lussureggiante e lussuoso".

## Elenco delle opere principali
- Allington Castle, Kent, 1917-1933, ricostruzione di Sir Martin Conway
- Antony House, Cornwall, 1945-1947, modifiche per Sir John Carew Pole
- Bron-y-de, Churt, Surrey, 1922-1928, casa di David Lloyd George, distrutta da un incendio nel 1968
- Chartwell, Kent, 1923-1924, modifiche per Winston Churchill
- Cherkley Court, Leatherhead, Surrey, 1926, modifiche per Lord Beaverbrook
- Garsington Manor, Oxfordshire, 1925-1926, terrazza e loggia per Lady Ottoline Morrell
- Castello di Luscombe, Devon, modifiche per Sir Peter Hoare
- Luton Hoo, Hertfordshire, 1947, riparazioni dopo l'uso in tempo di guerra
- Port Lympne Mansion, Kent, 1918-1923, modifiche per Sir Philip Sassoon
- Prussia Cove, Cornovaglia, 1911-1914, sede di TT e Brian Behrens
- Saltwood Castle, Kent, 1930, ricostruzione per Sir Martin Conway[5]
- Shrigley Hall, Cheshire, 1935-1938, Cappella dei Fratelli salesiani